# Александар Дамјановић
Александар Дамјановић (Крагујевац 1900 − Београд, 1978) био је српски предавач и инжењер.

## Биографија
Матурирао је у Београду 1919. а затим дипломирао електротехнику у Лијежу, Француска 1923. Затим је завршио радио-технички одсек у Паризу.
Одмах по дипломирању свој радни стаж је започео у земљи као инжењер у Блок-сигналној радионици железница. Више година радио у Војном ваздухопловству у Новом Саду. 1931. се враћа у Београд као ПТТ инжењер и бива изабран за приватног доцента на Универзитету за предмет жична телеграфија и телефонија. За сталног доцента изабран је 1936. По ослобођењу постаје ванредни професор а 1951. редовни професор.
У два маха - школске године 1954/55. и 1957/58. је био Декан Електротехничког факултета у Београду. Универзитет у Београду му је 1973. године доделио почасни докторат.
По његовим надзором око 1928. пуштен је у рад први четвороканални телефонски мултиплексни уређај.
Приликом бомбардовања Београда 1941, оштећен је и кабл који је спајао емисиона постројења Радио Београда са антеном у селу Звечка. Александар Дамјановић је био довољно прибран да оде и поправи кабл а потом сам напише и прочита саопштење о бомбардовању Београда. Тако је свет сазнао за почетак рата против Југославије.
Први је наставник предмета радио-техника и техника жичних комуникација. Годинама је био координатор Одсека за телекомуникације који је основао 1948. године.
Оснивач је и први управник Института за телекомуникације Српске академије наука. Ово је и била клица будућег Института "Михајло Пупин". Оснивач је и прве Југословенске електротехничке комисије као националног комитета у чланству Међународне електротехничке комисије (IEC).
Свуда је истицао велика достигнућа Николе Тесле. Захваљујући и његовим напорима у међународним телима, јединица за магнетну индукцију добила је назив „Тесла“.